# Orusthöna

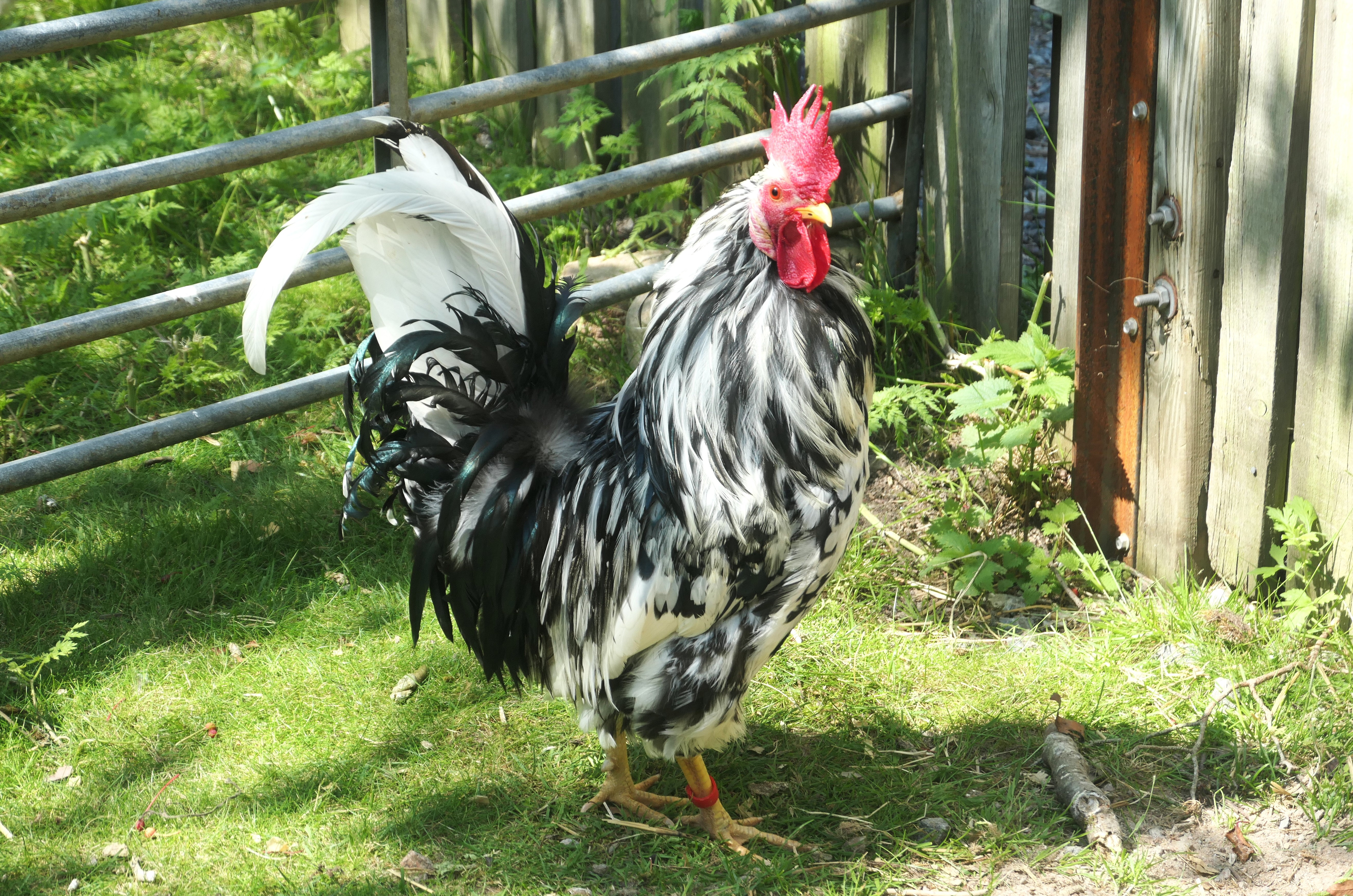
Orusttupp i Nordens Ark i Hunnebostrand i Västra Götalands län.

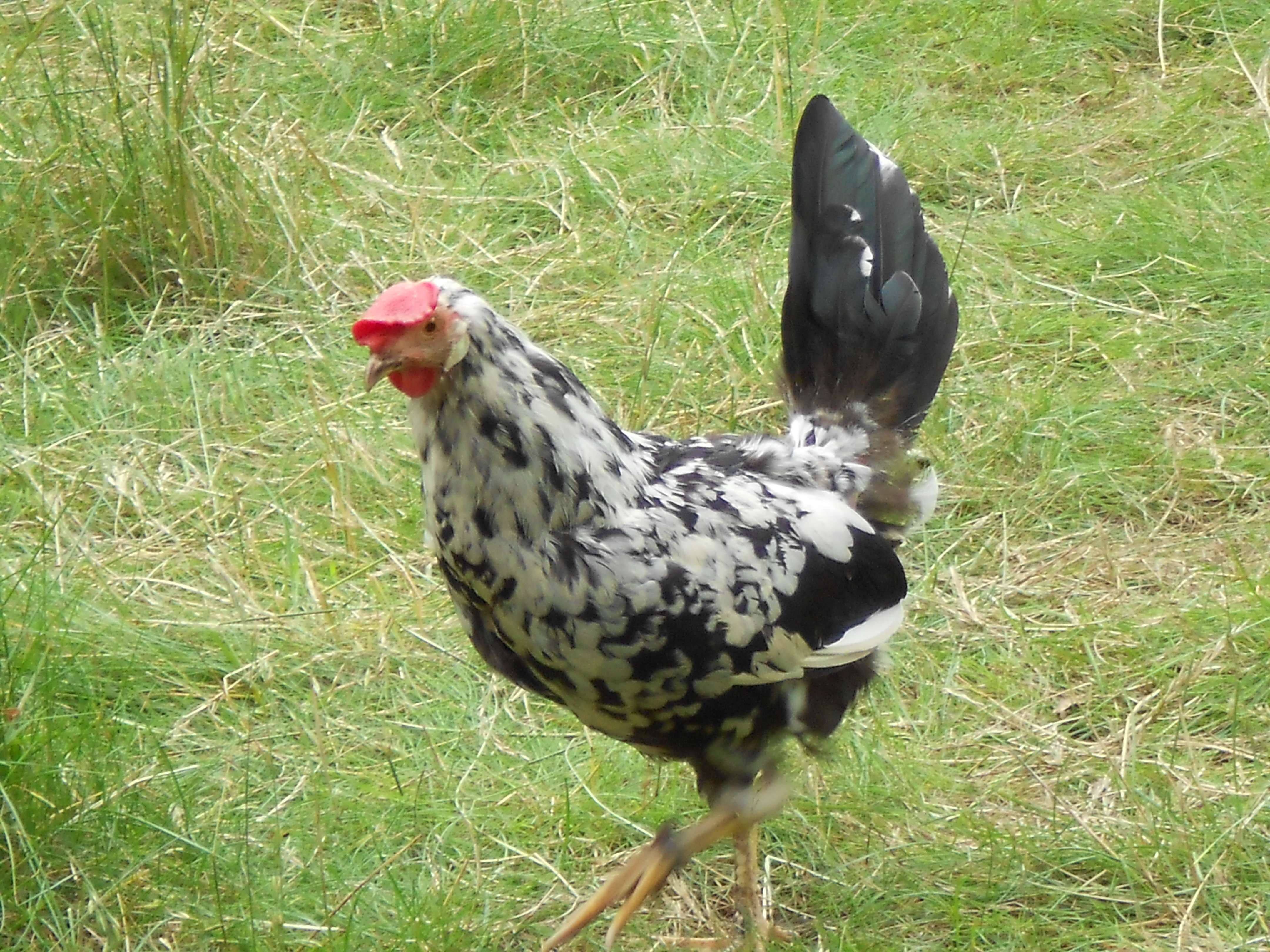
Orusthöna.

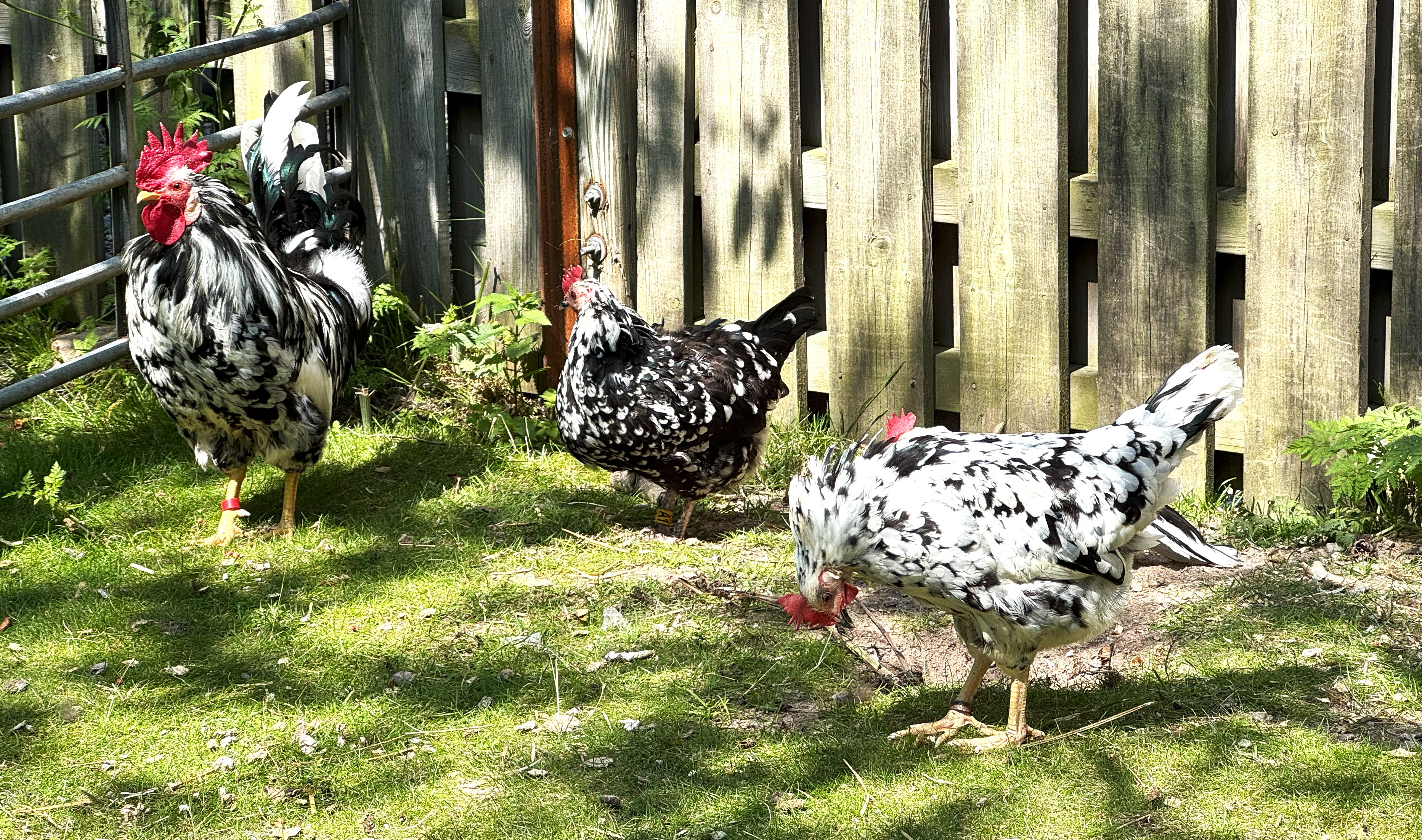
Orusttupp och -hönor i Nordens Ark.

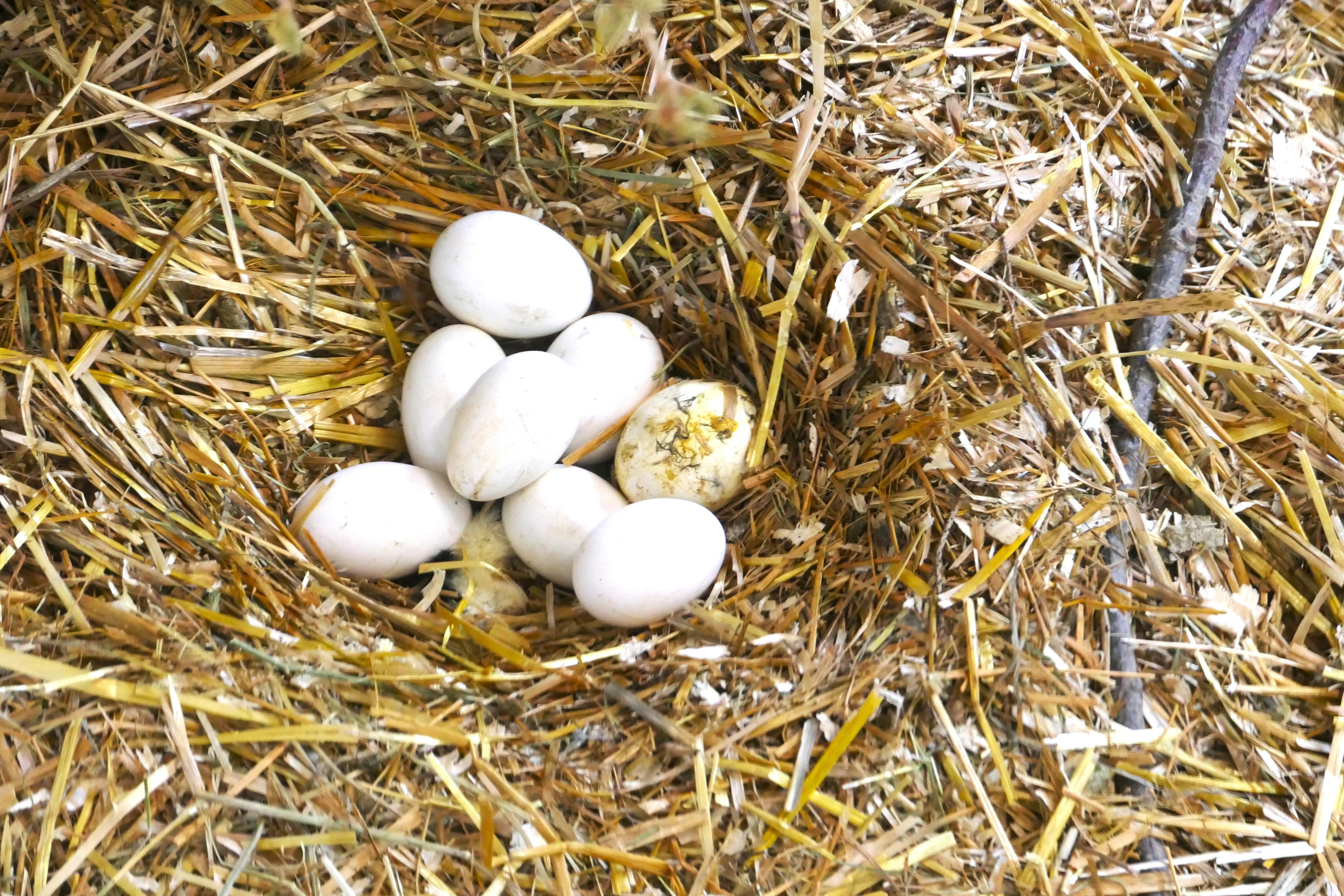
Ägg av orusthönan.

Orusthöna är en hotad svensk lantrashöna.  Det finns i dag bara omkring 500 djur kvar. Rasen salufördes fram till 1950-talet som orushöns och ansågs vara en korsningsprodukt, trots att den sedan länge varit vanlig på Orust och anpassat sig väl till de karga förhållanden som råder i skärgården. 
Bevarandetarbetet för orusthönan påbörjades 1986 av Svenska Lanthönsklubben. 2001 fick rasen officiell så kallad genbanksstatus av Jordbruksverket.
Orusthönan är en ganska liten, hönorna väger 1 till 1,5 kg, tupparna 1,5 till 2 kg och äggen runt 50 gram. Fjäderfärgen är spräcklig svart och vit, tupparna kan ha inslag av viltfärg. 